# SN 1961S
SN 1961S – supernowa odkryta 7 listopada 1961 roku w galaktyce MCG +04-25-05. W momencie odkrycia miała maksymalną jasność 18,30m.